# Heckholzhausen
Heckholzhausen is een plaats in de Duitse gemeente Beselich, deelstaat Hessen, en telt 1066 inwoners (2005).

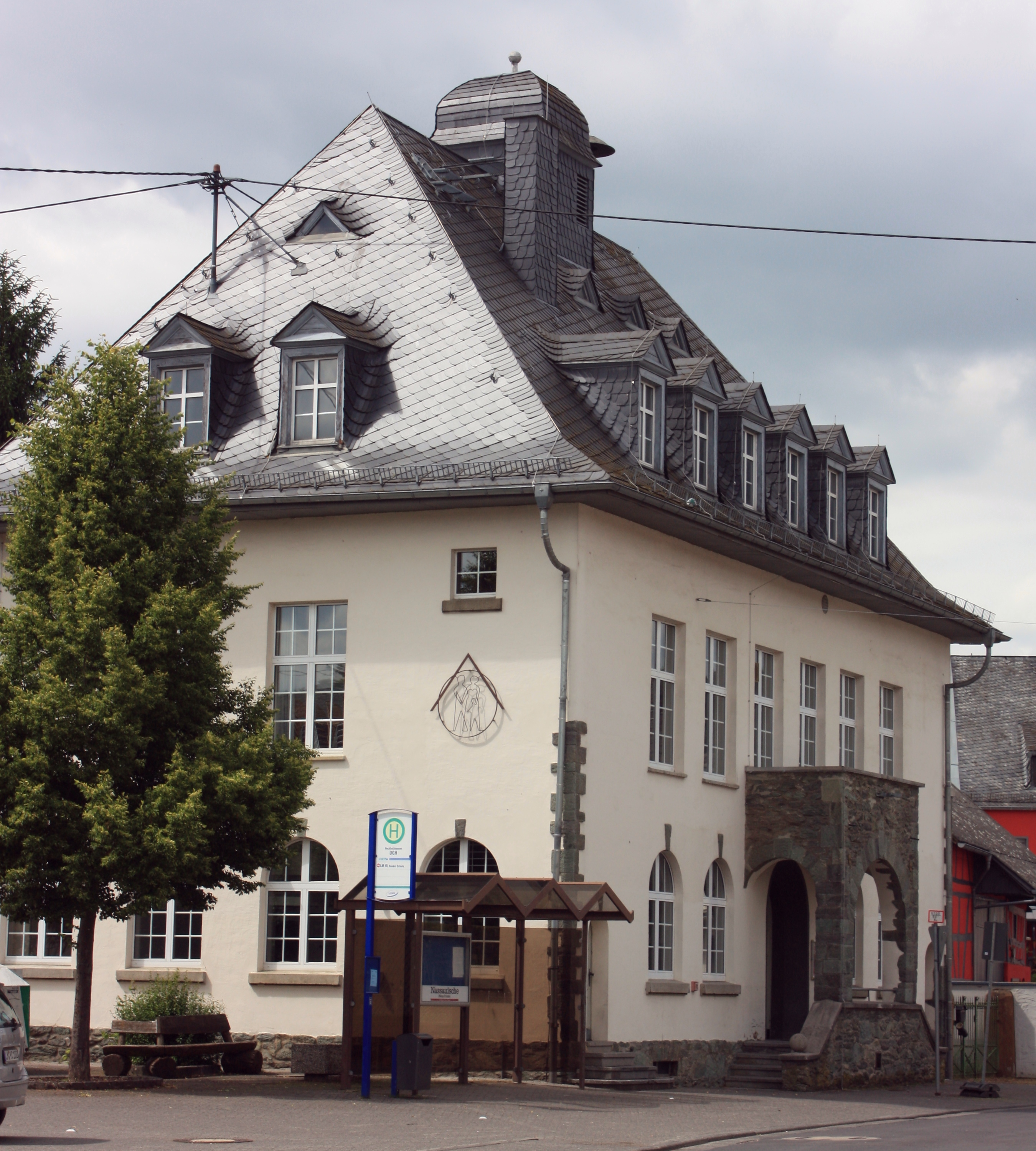
Raadhuis
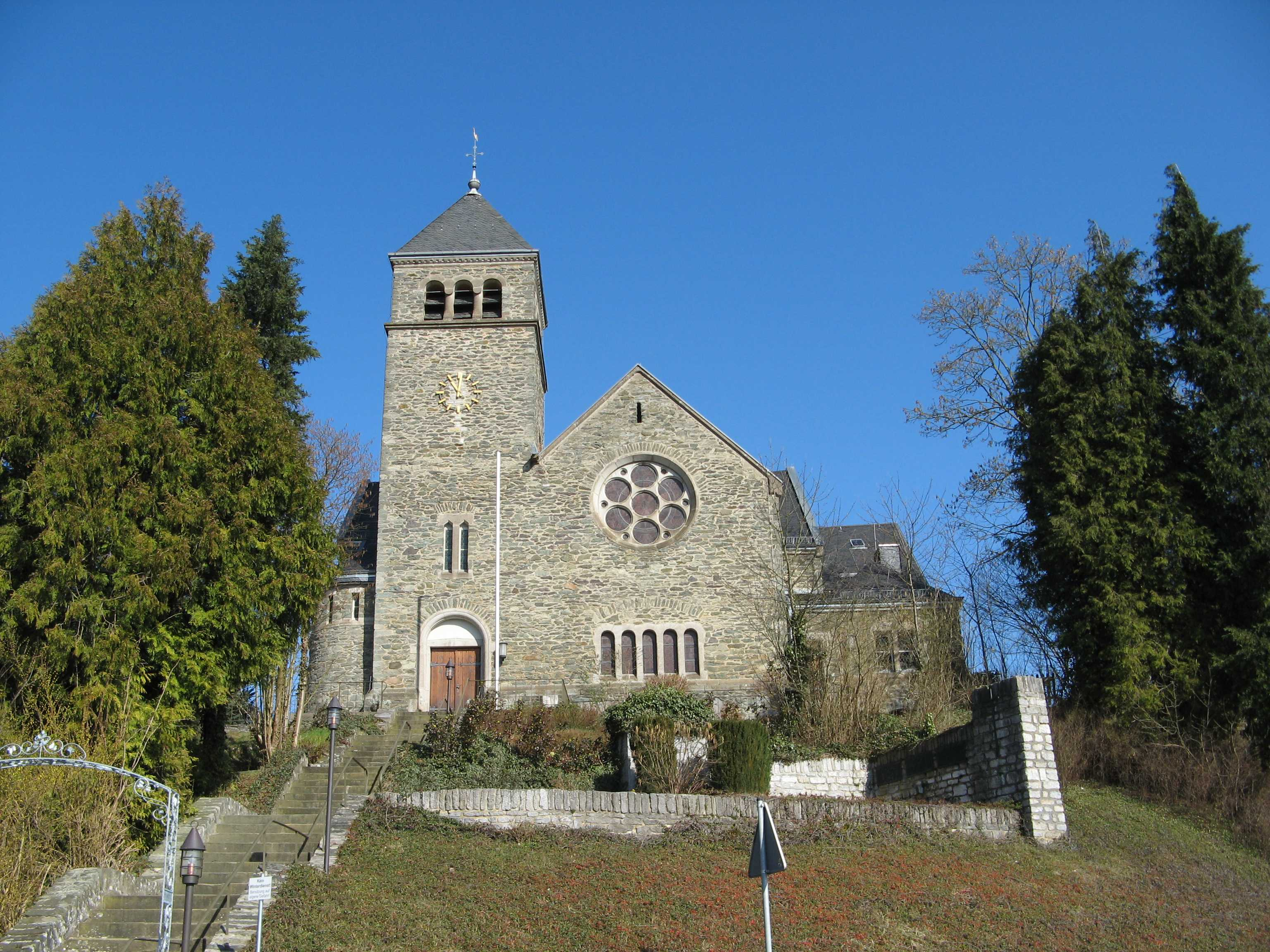
Kerk van Heckholzhausen
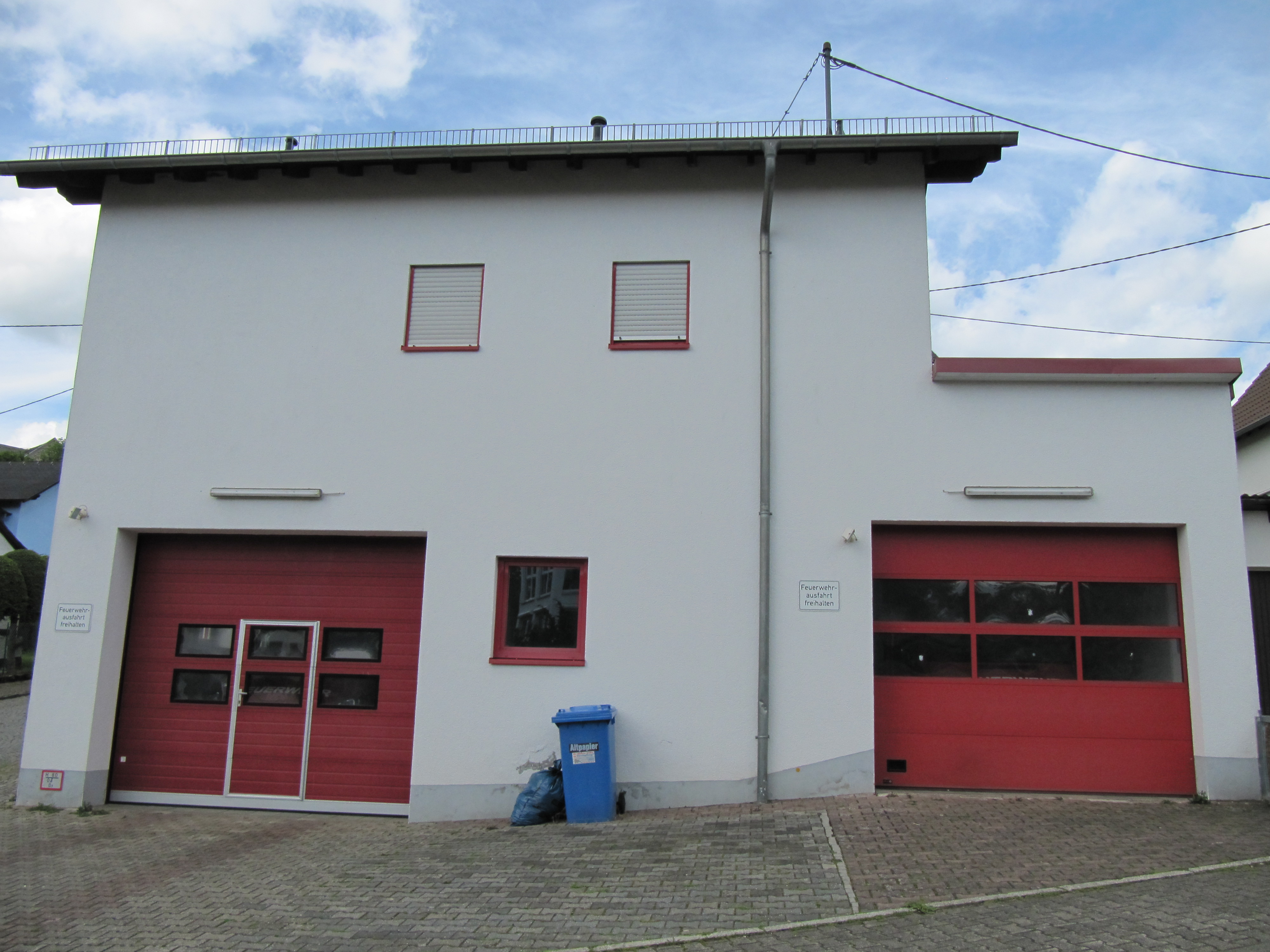
Brandweerkazerne